# Wolfgang Lehnert
Wolfgang Alfred Lehnert (* 15. Mai 1932 in Bischdorf) ist ein deutscher Ingenieur und Hochschullehrer.

## Leben
Von 1953 bis 1958 studierte Wolfgang Lehnert Verformungskunde an der Bergakademie Freiberg. Danach arbeitete er als wissenschaftlicher Assistent am Institut für Metallformung der Bergakademie. 1963 wurde er zum Dr.-Ing. promoviert. 1970, ein Jahr nach seiner Habilitation erwarb er die Lehrbefähigung für das Fachgebiet Bildsame Formgebung.
Im Jahr 1983 wurde Lehnert zum außerordentlichen Dozenten berufen, im Februar 1992 wurde er außerplanmäßiger Professor und im Juni desselben Jahres ordentlicher Professor für Umformtechnik an der Bergakademie. Von 1991 bis 1994 wirkte er als Dekan des Fachbereichs Metallurgie und Werkstofffertigungstechnologie, von 1992 bis 1999 leitete er das Institut für Metallformung. 1999 wurde er emeritiert. Die Leitung des Instituts übernahm Rudolf Kawalla.

## Veröffentlichungen (Auswahl)
- Das Spannungskorrosionsverhalten vergüteter sowie patentiert kaltgezogener und angelassener Spannbetonstahldrähte bei einachsiger Zugbeanspruchung in neutralen, sauren und alkalischen wässrigen Lösungen bei Raumtemperatur. Dissertation, Freiberg 1963
- Experimentelle und mathematische Erfassung der Mikroplastizität hochfester Stahldrähte bei Raumtemperatur. Habilitationsschrift, Freiberg 1969
- (mit Ulrich Wohlfarth und Peter Zengler): Werkstoffseitige, verfahrenstechnische und prozeßtheoretische Grundlagen der thermomechanischen Behandlung. VEB Deutscher Verlag für Grundstoffindustrie, 1982
- Grundlagen der Plastizitätsmechanik. Lehrbriefreihe, 1984–1991